# Pycnostachys descampsii
Espèce
Synonymes
- Pycnostachys lavanduloides Perkins[1]
- Pycnostachys pallidecaerulea Perkins[1]

Pycnostachys descampsii est une espèce de plantes à fleurs de la famille des Lamiaceae et du genre Pycnostachys.
Selon Plants of the World Online, c'est un synonyme de Coleus descampsii.

## Géographie
Les Pycnostachys sont des plantes originaires d'Afrique subsaharienne et de Madagascar. Pycnostachys descampsii est originaire de la République démocratique du Congo, du Burundi et du Rwanda, alors que Pycnostachys pallide-caerula est une plante que l'on trouve au Cameroun.